# Billy Ouattara
Billy Yakuba Ouattara (Tema, Gran Acra, 24 de enero de 1992) es un jugador de baloncesto ghanés, nacionalizado francés, que pertenece a la plantilla del Paris Basketball de la LNB. Con 1,92 metros de altura juega en la posición de escolta.

## Trayectoria profesional

### Inicios
Después de dar sus primeros pasos en el CRO Lyon Basket, en 2009 el Élan Sportif Chalonnais le fichó con tan sólo 17 años. En 2013 con el equipo filial del Élan Sportif Chalonnais, fue campeón de Francia y ganó el Trophée du Futur, siendo en ambos proclamado MVP. A su vez, debutó con el primer equipo jugando un partido de liga, metiendo 4 puntos y cogiendo 1 rebote en 5 min. También dispuso de 6 min entre los 2 partidos de play-offs que jugó, cogiendo 2 rebotes.
En la temporada 2013-2014, ya era jugador a todos efectos del primer equipo. Jugó 12 partidos de liga con un promedio de 3,3 puntos y 1 rebote en 7 min de media, a su vez, dispuso de 1 min en el único partido de play-offs que jugó. En la Eurocup 2013-14 disputó 8 partidos con un promedio de 1,6 puntos en 6,2 min de media.

### Denain ASC Voltaire
Para tener más minutos y protagonismo, en la temporada 2014-2015 fichó por el Denain ASC Voltaire de la Pro B, donde en 34 partidos jugados promedió 9,2 puntos, 2,6 rebotes y 1,3 asistencias en 18 min, además de ser el campeón del concurso de mates de la LNB. Jugó 7 partidos en los play-offs de ascenso con un promedio de 9 puntos y 2,2 rebotes en 17 min de media.

### AS Mónaco Basket
Tras estos buenos números, el recién ascendido AS Mónaco Basket le firmó para la temporada 2015-2016. Volvió a ganar el concurso de mates de la LNB y fue seleccionado para jugar el All-Star Game de la LNB.

### Real Betis Baloncesto
El 17 de julio de 2020, firmó con el Coosur Real Betis de la Liga ACB.

### AS Mónaco Basket
El 19 de julio de 2021, regresa al AS Mónaco Basket de la LNB.

### Paris Basketball
El 7 de agosto de 2024 fichó por el Paris Basketball, también de la LNB Pro A.

## Selección nacional
Durante agosto y septiembre de 2023 fue integrante de la selección de Francia que participó en el Mundial de 2023 celebrado en Asia, y que finalizó en decimoctavo lugar.